# Bogdan Tudor (rugby à XV)
Pour les articles homonymes, voir Bogdan Tudor.
Pas d'image ? Cliquez ici

a Compétitions nationales et continentales officielles uniquement.

b Matchs officiels uniquement.
Bogdan Tudor, né le 29 novembre 1976, est un joueur de rugby à XV roumain évoluant au poste de deuxième ligne.

## Biographie
Bogdan Tudor connaît sa première sélection le 22 juin 2003 contre la République tchèque. Il joue en club avec le Valence sportif en Fédérale 1 lors de la saison 2006-2007.

## Statistiques en équipe nationale
- 2 sélections (en 2003)
- Participations à la Coupe du monde : 1 sélection en 2003 (Wallabies).